# 亨利·李三世
亨利·李三世（Henry Lee III，1756年1月29日—1818年3月25日），美国军人、政治家，联邦党人，曾任維珍尼亞州州長（1791年-1794年）和美国众议院议员（1799年-1800年）。他在美国独立战争中对抗英军，人称「轻骑兵亨利」。
亨利·李三世是美利坚联盟国部队总司令罗伯特·E·李的父亲。